# アマーリエ・アウグステ・フォン・バイエルン
アマーリエ・アウグステ・フォン・バイエルン（ドイツ語: Amalie Auguste von Bayern, 1801年11月13日 - 1877年11月8日）は、バイエルン王国の王族。バイエルン王マクシミリアン1世の五女で、ザクセン王ヨハンの妃となった。

## 生涯
1801年11月13日、バイエルン選帝侯マクシミリアン4世ヨーゼフ（後のバイエルン王マクシミリアン1世）とその2度目の妃であったバーデン＝ドゥルラハ辺境伯世子カール・ルートヴィヒの娘カロリーネの間に次女としてミュンヘンで生まれた。なお姉のエリーザベト（プロイセン王フリードリヒ・ヴィルヘルム4世妃）とは双子であった。
アマーリエ・アウグステは1822年11月21日にドレスデンでザクセン王子ヨハンと結婚し、1854年に夫の即位により王妃となった。なお、妹マリア・アンナはヨハンの兄で先代の王フリードリヒ・アウグスト2世の後妻、また父方の伯母アマーリエは初代ザクセン王フリードリヒ・アウグスト1世の妃であった。
1877年11月8日、アマーリエ・アウグステはドレスデンで死去した。墓所は当地のカトリック宮廷教会（聖三位一体大聖堂）にある。

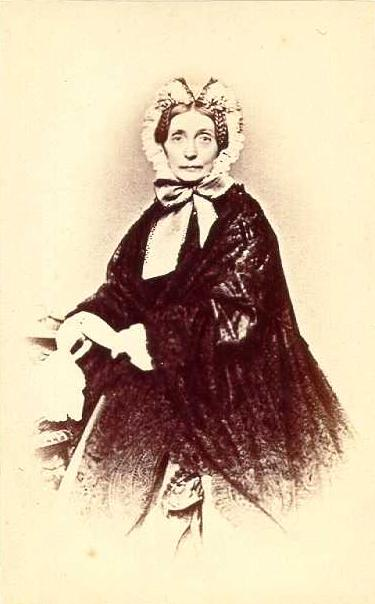
晩年のアマーリエ・アウグステ（1870年代）
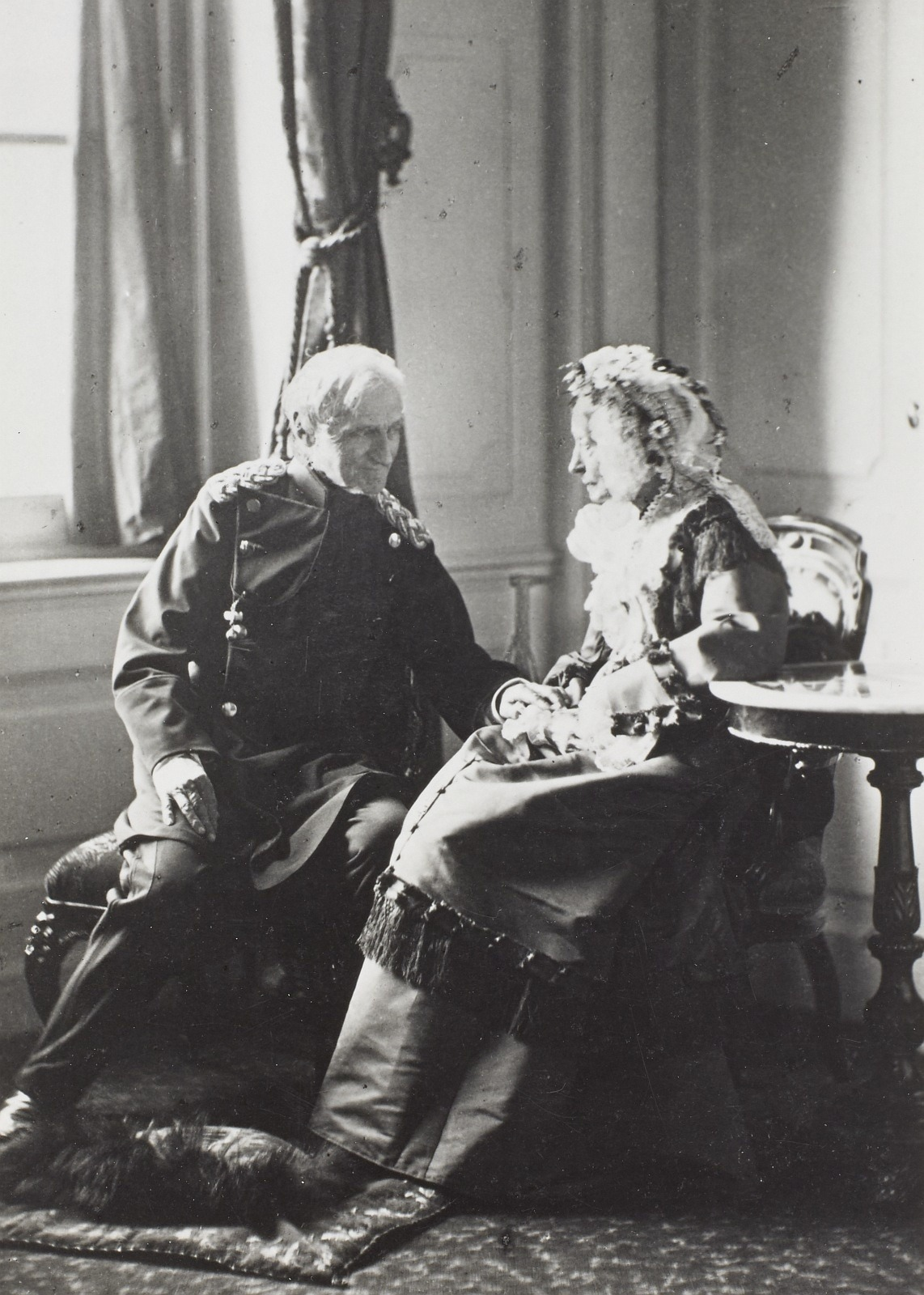
老境のザクセン王ヨハンと王妃アマーリエ・アウグステ夫妻（1872年）

## 子女
夫であるザクセン王ヨハンとの間には、以下の3男6女をもうけた。
- マリー・アウグステ・フリーデリケ・カロリーネ・ルドヴィケ・アマーリエ・マクシミリアーネ・フランツィスカ・ネポムツェナ・クサヴェリア （1827年 - 1857年）
- フリードリヒ・アウグスト・アルベルト・アントン・フェルディナント・ヨーゼフ・カール・マリア・バプティスト・ネポムク・ヴィルヘルム・クサーヴァ・ゲオルク・フィデリス （1828年 - 1902年） - ザクセン王
- マリア・エリーザベト・マクシミリアーナ・ルドヴィカ・アマーリエ・フランツィスカ・ゾフィア・レオポルディーネ・アンナ・バプティスタ・クサヴェリア・ネポムツェナ （1830年 - 1912年） - ジェノヴァ公フェルディナンド妃
- フリードリヒ・アウグスト・エルンスト・フェルディナント・ヴィルヘルム・ルートヴィヒ・アントン・ネポムク・マリア・バプティスト・クサーヴァ・ヴィンツェンツ （1831年 - 1847年）
- フリードリヒ・アウグスト・ゲオルク・ルートヴィヒ・ヴィルヘルム・マクシミリアン・カール・マリア・ネポムク・バプティスト・クサーヴァ・ツィリアツス・ロマヌス （1832年 - 1904年） - ザクセン王
- マリア・ジドーニア・ルドヴィカ・マティルデ・ヴィルヘルミーネ・アウグステ・クサヴェリア・バプティスタ・ネポムツェナ・ヴェロニカ・ヒュアツィンティア・デオダタ （1834年 - 1862年）
- アンナ・マリア・マクシミリアーネ・シュテファニア・カロリーネ・ヨハンナ・ルイーザ・クサヴェリア・ネポムツェナ・アロイシア・ベネディクタ （1836年 - 1859年） - トスカーナ大公フェルディナンド4世妃
- マルガレーテ・カロリーネ・フリーデリケ・ツェツィーリエ・アウグステ・アマーリエ・ヨゼフィーネ・エリーザベト・マリア・ヨハンナ （1840年 - 1858年） - オーストリア大公カール・ルートヴィヒ妃
- ゾフィー・マリア・フリーデリケ・アウグステ・レオポルディーネ・アレクサンドリーネ・エルンスティーネ・アルベルティーネ・エリーザベト （1845年 - 1867年） - バイエルン公カール・テオドール妃